# Нитрат золота(III)
Нитрат золота(III) — неорганическое соединение,
соль металла золота и азотной кислоты с формулой Au(NO3)3,
образует кристаллогидрат — жёлтые кристаллы.

## Получение
- Растворение порошкообразного золота в чистой концентрированной кипящей азотной кислоте с последующим осаждением ацетоном[1].

{\displaystyle {\ce {Au + 4HNO3 ->[t] Au(NO3)3 + NO ^ + 2H2O}}}

## Физические свойства
Нитрат золота(III) образует кристаллогидраты состава {\displaystyle {\ce {Au(NO3)3*nH2O}}} — жёлтые кристаллы.

## Химические свойства
- Разлагается во влажном воздухе:

{\displaystyle {\ce {Au(NO3)3 + H2O -> AuONO3 + 2HNO3}}}
{\displaystyle {\ce {Au(NO3)3 + 2H2O <=> AuOOH + 3HNO3}}}
- Термическое разложение нитрата золота:

{\displaystyle {\ce {Au(NO3)3 ->[t] 2Au + 6NO2 + 3O2}}}
- При концентрировании на холоде раствора в азотной кислоте выпадает тетранитратозолотая кислота:

{\displaystyle {\ce {Au(NO3)3 + HNO3 + 3H2O -> H[Au(NO3)4]*3H2O v}}}